# Elena Radu
Elena Radu (Pogoanele, 24 de marzo de 1975) es una deportista rumana que compitió en piragüismo en la modalidad de aguas tranquilas.
Participó en los Juegos Olímpicos de Sídney 2000, obteniendo una medalla de bronce en la prueba de K4 500 m. Ganó tres medallas en el Campeonato Europeo de Piragüismo, en los años 1997 y 1999.

## Palmarés internacional
| Juegos Olímpicos   | Juegos Olímpicos   | Juegos Olímpicos  | Juegos Olímpicos |
| Año                | Lugar              | Medalla           | Competición      |
| ------------------ | ------------------ | ----------------- | ---------------- |
| 2000               | Sídney (Australia) | Medalla de bronce | K4 500 m         |
| Campeonato Europeo |                    |                   |                  |
| Año                | Lugar              | Medalla           | Competición      |
| 1997               | Plovdiv (Bulgaria) | Medalla de oro    | K4 200 m         |
| 1997               | Plovdiv (Bulgaria) | Medalla de oro    | K4 500 m         |
| 1999               | Zagreb (Croacia)   | Medalla de bronce | K2 1000 m        |